# 이베리아로망스어군
이베리아 로망스어 또는 이베로-로망스어는 이베리아 반도에서 사용되는 로망스어군의 한 언어 그룹이다.

## 분류
- 카탈루냐어/발렌시아어: 간혹 옥시타니아 로망스어군으로 달리 분류된다.
- 서이베리아어군
  - 아스투리아스어, 레온어, 미란다어
  - 스페인어
  - 갈리시아어, 포르투갈어, 팔라어
- 모사라베어†